# سريع سريع (مسلسل)
سريع سريع هو مسلسل تلفزيوني سعودي بدأ عرضه في سنة 2019 على إم بي سي يتناول مجموعة سكيتشات كوميدية منوعة تدور أحداثها في الزمن الماضي والحاضر والمستقبل للمملكة، تشكل مزيجاً مبدعاً وساخراً، وواقعياً ومتخيلاً في نفس الوقت ويستعرض المسلسل في قالب من الكوميديا مجموعة من القصص الكوميدية المختلفة التي تعاصر أزمات ومشاكل المجتمع العربي حاليًا، وفي القلب منها مشاكل المجتمع السعودي.

## الممثلون
محمد الشهري
سعد عبدالعزيز
فيصل العيسى
- فايز المالكي
- حسن عسيري
- راشد الشمراني
- الهام علي
- نيرمين محسن
- إيمان الغربي
- عبد العزيز الفريحي
- سماح زيدان

وغيرهم